# 夏云瑚
夏云瑚（1903年—1968年），男，四川巴县（今重庆）人，中国电影事业家，曾任中国电影工作者协会理事。